# BabyFace
BabyFace，台灣藝人團體，成立於2006年2月14日，原團名為『阿嬤嬤』。是由女主唱吳汶芳搭配男和聲兼伴奏謝廣太一男一女的清新組合，以吉他組合搭上清新和搖滾的創作曲風,組團的構想來自艾薇兒·拉維尼，艾薇兒的演出方式和當時她的吉他手埃文·陶本菲德以木吉他做一個不同於樂團的演出風格，看完演出影片的廣太進而邀汶芳一同組團。因為謝廣太入伍服役而決定解散，吳汶芳重新參加超級偶像第四季比賽。

## 成員資料
| 姓名   | 出生日期      | 身高  | 體重 |
| ------ | ------------- | ----- | ---- |
| 吳汶芳 | 1990年3月23日 | 163cm | 45kg |
| 謝廣太 | 1987年1月2日  | 171cm | 59kg |

## 比賽經歷
- 超級偶像第二屆第五名

## 音樂作品

### EP
- 2008年11月 if i could......Baby Face

1. if i could
2. Have yourself a merry little Christmas

### 合輯
- 2009年3月 我有我的驚嘆號
  - 收錄：單數

## 曾獲獎項

### 2006年
- 高雄新光三越樂團大賽－第二名
- 大電視之星全國創作組－第二名

### 2007年
- HIGH浪獨立音樂大賽－優良團隊
- 第三屆台北捷運盃樂團大賽－優勝團隊

### 2008年
- 超級偶像第二屆－第五名

| 前任： 王雅婷 | 超級偶像第五名 2008年6月28日-2009年1月31日 | 繼任： 羅平 |